# 股薄鱷屬
股薄鱷屬（意為「纖細的鱷魚」）是股薄鱷科的一屬，生存於三疊紀中期，體型小，身長約有30公分長。股薄鱷與鱷形超目的祖先是近親，並且最初被認為是恐龍，但這個假說後來被推翻。牠的化石是在1970年代首次發現的。
股薄鱷的許多後肢特徵，也同樣可見於喙頭鱷亞目。喙頭鱷亞目是一群原始鱷形類，過去常被認為是並系群，後來演化出其他鱷形類。但股薄鱷、喙頭鱷類擁有許多共同特徵，顯示牠們可能構成一個鱷形類的單系群或演化支。

## 外部連結
- 股薄鱷的參考資料 （页面存档备份，存于）
- 鱷形超目化石紀錄